# Pigna, Francija
Pigna je naselje in občina v francoskem departmaju Haute-Corse regije - otoka Korzika. Leta 1999 je naselje imelo 95 prebivalcev.

## Geografija
Kraj leži na severozahodu otoka Korzike 76 km jugozahodno od središča Bastie.

## Uprava
Občina Pigna skupaj s sosednjimi občinami Corbara, L'Île-Rousse, Monticello, Sant'Antonino in Santa-Reparata-di-Balagna sestavlja kanton Île-Rousse s sedežem v Île-Rousse. Kanton je sestavni del okrožja Calvi.